# Okładzina hamulcowa roweru

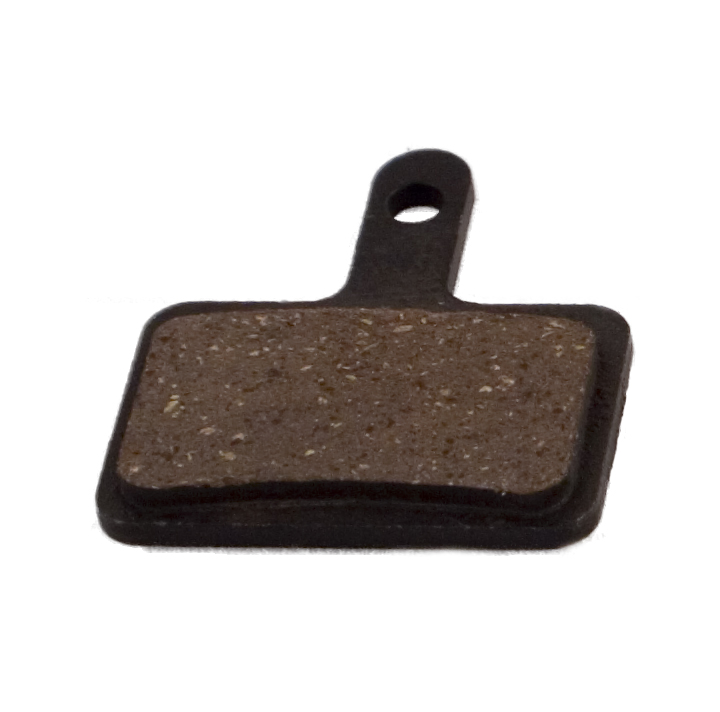
Okładzina hamulcowa

Okładziny hamulcowe to odpowiednik klocków hamulcowych w rowerowych hamulcach tarczowych.
Istota funkcjonowania okładzin jest taka sama jak klocków - mają one za zadanie wytworzyć jak największe tarcie w kontakcie z powierzchnią (w tym przypadku z tarczą hamulcową).
Okładziny montuje się w korpusie (zacisku) systemu hamulcowego, do którego doprowadzona jest linka  (wersja z mechanicznym zaciskiem), bądź przewód hydrauliczny (wersja hydrauliczna).